# Marco (serie animata)
Marco (母をたずねて三千里?, Haha o tazunete sanzen ri, lett. "Tremila miglia alla ricerca della mamma"), trasmessa in Italia anche con il titolo Marco - Dagli Appennini alle Ande, è una serie televisiva anime prodotta nel 1976 da Nippon Animation, e trasmessa da Fuji Television, ispirata al racconto Dagli Appennini alle Ande estratto dal romanzo Cuore di Edmondo De Amicis del 1886. La serie animata, diretta da Isao Takahata e disegnata da Hayao Miyazaki, fa parte del progetto World Masterpiece Theater (all'epoca Calpis Children's Theater).

## Trama
Tappe del viaggio che Marco ha affrontato per ritrovare la madre; tra parentesi è indicato il mezzo di trasporto utilizzato.
- Genova - Marsiglia (nave “Folgore”)
- Marsiglia - Rio de Janeiro (nave “Folgore”)
- Rio de Janeiro - Buenos Aires (piroscafo)
- Buenos Aires - Bahía Blanca (carro)
- Bahia Blanca - Buenos Aires (treno)
- Buenos Aires - Rosario (battello “Andrea Doria”)
- Rosario - Córdoba (treno)
- Córdoba - 30 km dopo Córdoba (treno)
- 30 km dopo Córdoba - Lago Salato (carovana)
- Lago Salato - 60 km da Tucumán (asino "Pelo Grigio")
- 60 km da Tucumán - villaggio di contadini (a piedi)
- Villaggio - Tucumán (carro)
- Tucumán - casa della madre (a piedi)
- Casa della madre - Tucumán (carrozza)
- Tucumán - Córdoba (traghetto)
- Córdoba - Buenos Aires (treno)
- Buenos Aires - Genova (nave “Michelangelo”)

Marco Rossi è un ragazzino genovese la cui madre, Anna, è costretta a emigrare in Argentina per lavoro mentre il padre Pietro rimane a casa a gestire la clinica medica per poveri che finalmente è riuscito ad aprire con tanti sacrifici. Marco sente la mancanza della madre e col tempo sopporta sempre meno il fatto che il padre e il fratello maggiore Tonio prendano decisioni importanti senza prima parlargliene. Lentamente la conflittualità tra padre e figlio aumenta, l'uomo che vede Marco ancora come un bambino e non comprende che va crescendo, Marco che inconsciamente disprezza il padre per non essere andato lui in Argentina al posto della madre.
Dopo un anno dalla sua partenza le lettere della madre smettono di arrivare e Marco, sempre più disperato, vorrebbe che il padre facesse qualcosa, ma l'uomo sembra non essere in grado di prendere una decisione in merito. Lentamente nella mente del ragazzo matura l'idea di andare egli stesso in Argentina per sincerarsi delle condizioni della madre e trova quindi un lavoro di nascosto per potersi pagare il viaggio. Nel frattempo conosce una famiglia di burattinai, composta da Pepe e dalle tre figlie, Concetta, Giulietta e Violetta, la quale sta pensando di emigrare in Argentina e Marco pensa in un primo tempo di aggregarsi, ma quando finalmente parla con suo padre del suo progetto ottiene da lui un deciso diniego, accentuando ancora di più il contrasto tra padre e figlio. Dopo tanto tempo finalmente arriva una lettera della madre che comunica di essere stata malata per qualche giorno e di non aver potuto scrivere. Marco capisce che la madre sta nascondendo la verità: lei è una donna forte e non avrebbe mai accennato a una malattia se non fosse stata una cosa veramente grave. Decide quindi di imbarcarsi clandestinamente per il Sudamerica, ma viene subito scoperto. Il padre allora si convince che solo Marco può andare in Argentina a sincerarsi delle condizioni di sua moglie Anna, quindi acconsente alla partenza del figlio.
Marco finalmente raggiunge Buenos Aires dove gli vengono rubati i soldi e inoltre della madre non vi è più traccia. Marco incontra Violetta e la sua famiglia che lo aiutano ad arrivare a Bahia dove crede di poter ritrovare la madre ma si imbatte in uno strano individuo, Marcel, che lo fa ritornare da solo a Buenos Aires. L'uomo è in realtà un suo lontano parente, Francesco Merelli, che si era appropriato delle lettere e dei soldi che la madre Anna gli aveva affidato perché venissero inviati in Italia.
Una volta giunto di nuovo a Buenos Aires, Marco ritrova le tracce della madre che lo porteranno da una città all'altra e finalmente, dopo numerose avventure, riesce a ritrovare la madre ora gravemente ammalata e a darle la forza di affrontare l'operazione che le salverà poi la vita. Dopo qualche settimana madre e figlio possono quindi ripartire per l'Italia. Prima di partire per Genova, Marco ritrova anche la sua grandissima amica Violetta, con la quale ormai c'è un legame che va al di là dell'amicizia e che gli promette di convincere il padre Pepe a ritornare in Italia, in modo da ritrovarsi di nuovo, forse, un giorno a Genova.

## Personaggi

### Famiglia Rossi
Marco Rossi (マルコ・ロッシ?, Maruko Rosshi)
Doppiato da: Yoshiko Matsuo (ed. originale), Fabrizio Vidale (ed. italiana)
È un ragazzino genovese che all'inizio della storia ha circa dieci anni, ma è molto più maturo della sua età e male sopporta l'atteggiamento di sufficienza che gli altri famigliari gli riservano, non rendendolo partecipe delle decisioni importanti. Non si rassegna alla partenza della madre per l'Argentina ed arriva a disprezzare il padre per non essere lui stesso emigrato al posto della moglie. Quando le sue lettere cessano di arrivare, progetta e mette in pratica il suo piano di andare in Sudamerica a riprendere la madre.
Anna Rossi (アンナ・ロッシ?, An'na Rosshi)
Doppiata da: Yukiko Nikaido (ed. originale), Silvia Pepitoni (1ª voce), Daniela Gatti (2ª voce)
Madre di Marco, ha circa 38 anni quando emigra in Argentina dopo che la famiglia si è ritrovata oberata dai debiti contratti dal marito. Una volta arrivata, con l'aiuto di Francesco Merelli, un suo lontano parente, andrà a servizio presso una ricca famiglia di argentini di Buenos Aires. Col passare del tempo, cambierà padrone e lo seguirà con la sua famiglia fino a Tucumán dove si ammalerà gravemente. Solamente l'arrivo di Marco le darà la forza di reagire alla malattia e a guarire, per poi ritornare con il figlio in Italia.
Pietro Rossi (ピエトロ・ロッシ?, Pietoro Rosshi)
Doppiato da: Kiyoshi Kawakubo (ed. originale), Dario Ghirardi (ed. italiana)
Padre di Marco, ha circa 45 anni. Si indebita per realizzare il sogno della sua vita, una clinica per i più poveri e questo causerà la rovina della famiglia e la partenza della moglie per l'Argentina. Col procedere della storia il suo rapporto conflittuale con il figlio minore si fa sempre più marcato e contrariamente a Marco, Pietro sembra incapace di prendere una decisione per ritrovare e far ritornare la moglie. Dopo che il figlio arriva a scappare di casa ed a nascondersi su una nave in partenza, acconsentirà finalmente a farlo partire per il Sudamerica.
Tonio Rossi (トニオ・ロッシ?, Tonio Rosshi)
Doppiato da: Kazuyuki Sogabe (ed. originale), Oreste Baldini (ed. italiana)
Fratello maggiore di Marco, è costretto a lasciare Genova e a trovare lavoro a Milano. Proseguirà però gli studi di nascosto e riuscirà a laurearsi come ingegnere civile.
Peppino (アメデオ?, Amedeo)
La scimmietta di Marco che lo segue sempre nelle sue avventure.

### Famiglia Amedeo
Violetta (フィオリーナ?, Fiorīna, Fiorina)
Doppiata da: Mieko Nobusawa (ed. originale), Susanna Fassetta (ed. italiana)
È una ragazzina della stessa età di Marco. Inizialmente è triste, depressa e quasi apatica, ma Marco le insegnerà ad avere fiducia in sé stessa e a coltivare le sue attitudini. Diventerà molto più di una grande amica per Marco e lo aiuterà nella sua difficile missione di raggiungere la madre in Argentina. Emigrerà con la sua famiglia a Buenos Aires e non si rassegnerà al ritorno di Marco in Italia con la conseguente loro separazione, tentando di convincere il padre a ritornare a Genova.
Concetta (コンチエッタ?, Konchietta)
Doppiata da: Noriko Ohara (ed. originale), Cinzia De Carolis (ed. italiana)
Ha poco più di sedici anni ed è una bella ragazza, e sorella maggiore di Violetta. Cantante e ballerina nella compagnia del padre aiuta Violetta con gli spettacoli con i burattini.
Giulietta (ジュリエッタ?, Jurietta)
Doppiata da: Sachiko Chijimatsu (ed. originale), Cinzia De Carolis (ed. italiana)
È la più piccola delle tre figlie di Pepe il burattinaio e diventa subito molto amica di Peppino, la scimmietta di Marco.
Pepe (ペッピーノ?, Peppīno, Peppino)
Doppiato da: Ichirō Nagai (ed. originale), Paolo Turco (ed. italiana)
Pepe è un burattinaio che da Genova emigrerà con tutta la sua famiglia in Argentina dove, una volta ritrovato Marco, gli fornirà un aiuto indispensabile per ritrovare la madre. È un uomo di buon cuore sulle cui parole non bisogna però fare troppo affidamento, specialmente quando ha bevuto qualche bicchiere di vino di troppo. Molto affezionato alle sue tre figlie, ha però un rapporto conflittuale con Violetta, che comincerà ad apprezzare solamente quando Marco la porterà ad esprimere tutte le sue potenzialità di burattinaia e di attrice.

### Altri personaggi
Emilio
Il miglior amico e coetaneo di Marco. Vive in una famiglia povera ed è costretto a lavorare duramente, talvolta anche saltando la scuola, nonostante la sua giovane età. È un ragazzo energico e volenteroso, aiuta Marco a trovare un lavoro adatto a lui presso la bottega del signor Girotti.
Gina
Doppiata da: Silvia Pepitoni (ed. italiana)
Un'impiegata del servizio postale di Genova. È amica di Marco e della sua famiglia, e aiuta il ragazzo a guadagnare i soldi per andare in Argentina offrendogli un lavoro come postino.
Sig. Girotti
Un uomo di mezza età responsabile di una bottega di pulizia di bottiglie a Genova. Dapprima restio ad assumere Marco come assistente, si ricrede dopo averlo visto all'opera.
Rocky
Un uomo di origini brasiliane che lavora nella Folgore come marinaio e aiuta Marco ad imbarcarsi clandestinamente. Diventa amico di Marco e Peppino e convince Leonardo ad accogliere il ragazzo nella sua cucina.
Leonardo
Il cuoco di bordo della Folgore, a cui Marco fa capo come mozzo. Si affeziona a Marco durante il suo viaggio in Brasile quasi al punto da non volerlo più lasciare andare.
Federico
Doppiato da: Manlio Guardabassi (ed. italiana)
Un uomo anziano che Marco incontra nel piroscafo diretto a Buenos Aires. Anche lui è italiano ed è in viaggio verso l'Argentina per ricongiungersi con suo figlio Carlo.
Suor Maria
Doppiata da: Laura Boccanera (ed. italiana)
Una giovane suora che vive in un convento a Buenos Aires. Aiuta Marco offrendogli ospitalità la prima notte dopo lo sbarco in Argentina ed al suo ritorno dopo il viaggio a Bahia Blanca.
Fosco
Doppiato da: Diego Michelotti (ed. italiana)
Gestisce una locanda a Buenos Aires assieme a sua moglie, molto frequentata dal burattinaio Pepe dopo il suo arrivo in Argentina e successivamente anche da Marco. Quest'ultimo si rivolge a Fosco dopo essere tornato da Bahia Blanca, che gli offre una buona ospitalità in cambio di qualche lavoretto di pulizia del locale.
Francesco Merelli
Un cugino del padre di Marco emigrato in Argentina molti anni addietro, a cui la famiglia Rossi si è affidata per trovare un lavoro per Anna. Faceva da tramite per la corrispondenza tra Anna e la famiglia genovese, fino a che, in una situazione di grave difficoltà economica, ha iniziato a intercettare le lettere della madre per intascarne il denaro ed è fuggito a Bahia Blanca con il falso nome di Marcel.
Mario
Doppiato da: Kei Tomiyama (ed. originale), Gastone Pescucci (ed. italiana)
Un marinaio genovese che lavora come mozzo nel battello "Andrea Doria" sotto gli ordini del capitano Giovanni, anch'egli genovese, con cui però litiga continuamente per delle sciocchezze. I due effettuano regolarmente la stessa tratta per il trasporto di merci e vengono incaricati dal signor Padovani di accompagnare Marco da Buenos Aires a Rosario.
Pablo
Doppiato da: Mie Azuma (ed. originale), Riccardo Rossi (ed. italiana)
Un ragazzo poco più grande di Marco che vive nella periferia di Córdoba. Appartiene a una famiglia molto povera, al punto che è costretto a lavorare e a cercare nella spazzatura il cibo per sfamarsi. Inizialmente litiga con Marco, ma dopo averlo conosciuto fa amicizia con lui e lo aiuta nella sua ricerca.
Juana
Doppiata da: Keiko Yokozawa (ed. originale), Georgia Lepore (ed. italiana)
La sorellina di Pablo. È una bambina molto dolce e non afflitta dalla miseria, tiene molto alla sua bambola che però è soltanto un tutolo. Quando si ammala di polmonite, Marco decide di donare i suoi soldi necessari per viaggiare fino a Tucumán per pagare un dottore che la venga a visitare, e Pablo gliene sarà molto riconoscente.
Manuel
Il capo di una carovana di mandriani che accompagna Marco per un tratto di strada in direzione di Tucumán. Un uomo austero e autoritario, ma molto gentile nei confronti di Marco. Acconsente al desiderio dei suoi uomini di tenere il ragazzo e la scimmietta con loro, e quando Marco si ammala impone che venga curato con tutti i riguardi mentre, per gli stessi uomini, sembra essere diventato un fastidio.
Josè
Doppiato da: Paolo Turco (ed. italiana)
È un ragazzo appartenente alla carovana di mandriani, il più giovane del gruppo, a cui Manuel affida la cura di Marco. Si dimostra molto rude nei suoi confronti, ritenendolo quasi una scocciatura che gli impedisce di passare del tempo con gli altri uomini, ma in seguito cambierà opinione su di lui e prenderà più volte le sue difese.
Miguel
Doppiato da: Ryūsei Nakao (ed. originale), Maurizio Reti (ed. italiana)
Un membro dei mandriani arrogante e presuntuoso, che pensa solo al suo tornaconto. Arriva addirittura a frustare Peppino per divertirsi mentre Marco non è con lui. Solo quando Marco lascia la carovana si dimostra disponibile verso di lui.
Pelo Grigio
Un vecchio asinello appartenente alla carovana di mandriani, che però è poco ubbidiente. Viene regalato a Marco quando si separa dal gruppo per proseguire verso Tucumán. Accompagna il ragazzo per un buon tratto di strada fino al momento in cui muore per la stanchezza dovuta a una lunga vita di fatica, lasciando Marco proseguire da solo verso la sua meta.

## Produzione
Venne diretto da Isao Takahata, mentre Hayao Miyazaki curò il layout della serie e il responsabile del character design fu Yōichi Kotabe, già noto per aver svolto lo stesso compito per Heidi. La direzione artistica fu affidata a Takamura Mukuo, mentre la sceneggiatura venne scritta dal nuovo arrivato Kazuo Fuzakawa, che ampliò il breve racconto originale con numerose avventure e nuovi personaggi, come Violetta e la sua famiglia di burattinai. Come era già accaduto per Heidi, anche stavolta la troupe intraprese un viaggio per documentarsi sulle location della serie, diretti questa volta a Genova e in Argentina.
Lo stesso racconto di De Amicis venne riadattato una seconda volta, in maniera molto più vicina al racconto originale, sempre dalla Nippon Animation negli episodi 13 e 14 dell'anime Cuore del 1981.

## Distribuzione

### Edizioni estere
In Portogallo, Brasile, Spagna, Venezuela, Colombia, Cile, Turchia, i Paesi Arabi ed Israele la serie ha riscosso un successo immediato. In alcuni paesi europei e nell'America Latina la serie è conosciuta semplicemente come Marco, mentre in arabo è stata intitolata Wada'an Marco ("وداعا ماركو"), letteralmente Addio Marco.

### Edizione italiana
L'edizione italiana è curata da Aldo Grimaldi per la Rai. La narrazione delle anticipazioni degli episodi (in originale di Akiko Tsuboi) è di Giorgio Favretto.
L'anime è stato inizialmente trasmesso su Rete 1 nel 1982 all'interno del programma Direttissima con la tua antenna, per poi essere replicato dallo stesso canale nel 1983 e nel 1987, con il semplice titolo di Marco. 
Nel febbraio 2011 è stato trasmesso per la prima volta da Mediaset, su Italia 1, con il titolo più lungo Marco, dagli Appennini alle Ande di mattina. In seguito è stato trasmesso anche sulle altre reti del gruppo Hiro e Boing. Nel passaggio da Rai a Mediaset è stata sostituita la videosigla con una diversa selezione di immagini tratte dagli episodi, inoltre sono state rimosse le anticipazioni dell'episodio successivo.

#### Adattamento
Nell'edizione italiana distribuita dalla tedesca Taurus Film, viene spesso utilizzata la colonna sonora della versione spagnola della serie composta da José Torregrosa, alternata a quella originale di Kôichi Sakata. Inoltre, sempre nella suddetta versione, i nomi di alcuni personaggi, già in italiano, sono stati cambiati in altri nomi italiani. Fiorina diventa Violetta; mentre i nomi della scimmietta Amedeo e del burattinaio Pepe sono stati mescolati: Pepe è diventato Peppino, mentre Amedeo ha preso il nome originale di quest'ultimo.

#### Censure
Nell'edizione distribuita in Italia, all'inizio dell'episodio 21 Terra in vista, è stata tagliata gran parte della sequenza dell'incubo di Marco, ispirata ai quadri surrealisti di René Magritte, nel quale il bambino assiste alla processione funebre di sua madre. Nonostante il corpo della madre non venga mai mostrato, la scena venne probabilmente ritenuta troppo inquietante.

### Edizioni home video
In Italia la serie è stata distribuita su licenza Beta Film e Planeta Junior. Esistono edizioni VHS pubblicate dalla MTC e dalla Skorpion Home Video ed edizioni DVD pubblicate da Cecchi Gori (dal 2013 anche in due cofanetti).

## Episodi
| Nº | Titolo italiano Giapponese 「Kanji」 - Rōmaji | In onda           | In onda          |
| Nº | Titolo italiano Giapponese 「Kanji」 - Rōmaji | Giapponese        | Italiano         |
| 1  | La partenza 「いかないでおかあさん」 - Ikanaide okāsan | 4 gennaio 1976    | 8 febbraio 1982  |
| 1  | Per trovare lavoro Anna, madre di Marco e Tonio, decide di partire per l'Argentina. Con i figli rimane il padre, Pietro, che dovrà occuparsi di loro. |                   |                  |
| 2  | Una lettera dall'Argentina 「ジェノバの少年マルコ」 - Jenoba no shōnen Maruko | 11 gennaio 1976   | 9 febbraio 1982  |
| 2  | In assenza della madre e con il fratello che lavora a Milano, Marco ha imparato a cucinare e ha deciso di lavorare nelle poste per risparmiare qualcosa. Nel frattempo, è arrivata una lettera della madre dall'Argentina, che rassicura la sua famiglia. |                   |                  |
| 3  | Su e giù per Genova 「日曜日の港町」 - Nichiyōbi no minatomachi | 18 gennaio 1976   | 10 febbraio 1982 |
| 3  | Grazie all'autorizzazione del padre, Marco riesce a iniziare il suo lavoro di portalettere. L'entusiasmo con cui lavora gli frutta i primi risparmi; il fratello Tonio deve tornare a Milano per lavorare. |                   |                  |
| 4  | Non sono un vigliacco 「お父さんなんか大きらい」 - Otōsan nanka dai kirai | 25 gennaio 1976   | 11 febbraio 1982 |
| 4  | Durante il percorso fino alla scuola, Marco si imbatte in un gruppo di ragazzi che si divertono a molestare un compagno di classe. Costretto a battersi, Marco deve dimostrare il suo valore. Intanto, desideroso di rendersi utile in famiglia, cerca lavoro presso un falegname, che ne rifiuta la collaborazione, perché troppo piccolo. |                   |                  |
| 5  | In cerca di lavoro 「なかよしエミリオ」 - Nakayoshi Emirio | 1º febbraio 1976  | 12 febbraio 1982 |
| 5  | Grazie al suo amico Emilio, Marco riesce a trovare un lavoro. I guadagni ottenuti dovranno aiutarlo a partire per l'Argentina e portare indietro la madre. Finalmente qualcuno lo assume per pulire le bottiglie di vino vuote. |                   |                  |
| 6  | Il sogno 「マルコの月給日」 - Maruko no gekkyū-bi | 8 febbraio 1976   | 15 febbraio 1982 |
| 6  | Il signor Girotti apprezza molto l'impegno del ragazzo che ha assunto. Marco, durante la notte sogna sua madre che naviga su un fiume e, quando lo vede, non lo riconosce. Il sogno viene interpretato come un presagio di pericolo per la madre, che infatti non ha inviato alcuna lettera. Intanto, finito il primo mese, Marco riceve il primo stipendio. |                   |                  |
| 7  | La nuova casa 「屋根の上の小さな海」 - Yane no ue no chiisana umi | 15 febbraio 1976  | 16 febbraio 1982 |
| 7  | I costi dell'affitto costringono il padre di Marco a trasferirsi in un appartamento meno ampio. Dopo le prime diffidenze, Marco accetta la nuova collocazione e fa conoscenza diretta della giovane Violetta. Tra i due nasce una calda amicizia. |                   |                  |
| 8  | Il burattinaio 「ゆかいなペッピーノ一座」 - Yukaina Peppino ichiza | 22 febbraio 1976  | 17 febbraio 1982 |
| 8  | Dopo aver assistito ad una esibizione divertente della scimmietta Peppino, il signor Pepe, burattinaio girovago, fa una proposta incredibile a Marco: insegnare qualche numero all'animale in cambio di un viaggio in Argentina. Marco ne rimane entusiasta e confessa al padre le sue intenzioni sulla vita futura. |                   |                  |
| 9  | Un vecchio amico 「ごめんなさいお父さん」 - Gomennasai otōsan | 29 febbraio 1976  | 18 febbraio 1982 |
| 9  | La promessa del signor Pepe si rivela del tutto inaffidabile. Al risveglio dalla serata di festeggiamenti per il successo ottenuto, il burattinaio nega ogni parola detta. Violetta spinge Marco a tornare a scuola, ma il desiderio del piccolo amico è di arrivare in Argentina. |                   |                  |
| 10 | Carote sulla testa 「かあさんのブエノスアイレス」 - Kāsan no Buenosuairesu | 7 marzo 1976      | 19 febbraio 1982 |
| 10 | La pioggia ferma gli spettacoli del signor Pepe, ma la figlia maggiore Concetta si ammala e cade malata proprio durante il teatrino. Marco si adopera per cercare un medico e lo trova alla clinica del padre, il dottor Rambaldini. Le cure di Violetta alla sorella fanno bene anche al padre, che credeva ancora ai sortilegi delle carote. |                   |                  |
| 11 | Pensa a tutto Violetta 「おかあさんの手紙」 - Okāsan no tegami | 14 marzo 1976     | 22 febbraio 1982 |
| 11 | Le cure di Violetta portano alla guarigione la sorella Concetta. Intanto, per racimolare qualche lira, lei stessa ha deciso di esibirsi in pubblico e tentare di superare le sue paure. Marco la aiuta e in due riescono ad ottenere un buon successo, con grande soddisfazione del padre di Violetta. Finalmente dall'Argentina arriva la lettera della madre: Marco sospetta di una malattia. |                   |                  |
| 12 | Festa grande a Genova 「ひこう船のとぶ日」 - Hikōsen no tobu hi | 21 marzo 1976     | 23 febbraio 1982 |
| 12 | Per racimolare i soldi del biglietto, Marco accetta di collaborare con Emilio per produrre gelati. In occasione dell'inaugurazione del grande dirigibile al porto, i due possono guadagnare bene. Violetta, dopo aver saputo che il suo amico potrebbe partire con loro, esprime la sua preoccupazione. Marco è deciso a fare il passo. Grazie ad un losco mercante del posto, cerca di ottenere un biglietto a metà prezzo. |                   |                  |
| 13 | Tutto va storto 「さよならフィオリーナ」 - Sayonara Fiorina | 28 marzo 1976     | 24 febbraio 1982 |
| 13 | Alla vigilia della partenza, Marco cerca di reperire il suo biglietto dal losco affarista che avrebbe dovuto procurarglielo. Paolo, però, non si presenta all'appuntamento e, per Marco, il sogno del viaggio svanisce. La nave, l'indomani, parte per l'Argentina e lui non potrà imbarcarsi. |                   |                  |
| 14 | Il mio amico Rocky 「マルコの決意」 - Maruko no ketsui | 4 aprile 1976     | 25 febbraio 1982 |
| 14 | Durante le sue scorribande al porto, Marco conosce un mozzo di origini brasiliane il quale, senza farlo apposta, gli offre lo spunto per partire senza pagare il biglietto: clandestinamente. La sera stessa il ragazzo si intrufola sulla nave in procinto di partire per nascondersi in una scialuppa. Con lui, non visto, si imbarca anche Peppino. |                   |                  |
| 15 | Il clandestino 「すすめフォルゴーレ号」 - Susume forugōre-gō | 11 aprile 1976    | 26 febbraio 1982 |
| 15 | Preoccupato per le sorti del figlio, Pietro lo cerca per tutta la notte con l'amica Gina, dell'ufficio postale. Le ricerche risultano inutili fin quando non si scopre della lettera lasciata da Marco per il padre. L'unica nave che si imbarcherà per il Brasile partirà di lì a tre giorni. Marco, costretto a farsi scoprire, viene portato dal comandante. In presenza del padre, commosso dalla determinazione del ragazzo, Marco ottiene il permesso di viaggiare. Lavorando in cucina riuscirà a pagare il viaggio. Con lui, inseparabile, la scimmietta Peppino. |                   |                  |
| 16 | Fiori sull'albero 「ちいさなコック長」 - Chiisana kokku-chō | 18 aprile 1976    | 1º marzo 1982    |
| 16 | La vita sulla nave, con le sue particolarità, piace molto a Marco, che entra subito nelle simpatie dell'equipaggio. Persino il capitano, che sembra impassibile, lo invita ad essere più naturale, senza avere timori nei suoi confronti. La nave vede il primo porto: Marsiglia. |                   |                  |
| 17 | La rete del pescatore 「赤道まつり」 - Sekidō matsuri | 25 aprile 1976    | 2 marzo 1982     |
| 17 | Dopo aver solcato buona parte dell'oceano, la Folgore passa anche l'equatore. Per l'occasione Marco viene incaricato di pescare dal ponte della nave e tra lo scetticismo dell'equipaggio riesce prendere un tonno. Il Brasile è sempre più vicino. |                   |                  |
| 18 | Peppino è lontano 「リオの移民船」 - Rio no imin-sen | 2 maggio 1976     | 3 marzo 1982     |
| 18 | La nave approda a Rio, ma l'altra, diretta in Argentina, è bloccata al porto per una grave avaria, che la terrà ferma per dieci giorni. Leonardo, capocuoco, trova una seconda imbarcazione per il piccolo Marco. Al momento dell'imbarco, però, si accorge che la scimmietta non è con lui. Per trovarla rischia persino di perdere la sua coincidenza. |                   |                  |
| 19 | Un bambino che strilla sempre 「かがやく南十字星」 - Kagayaku minami-jūjisei | 9 maggio 1976     | 4 marzo 1982     |
| 19 | L'esperienza sul vascello sul quale s'imbarca Marco non è come quella sulla Folgore. Marco conosce gente stremata dalla fame e dalle vane speranze di trovare qualcosa di più incoraggiante della patria lasciata. I suoi viveri, lasciatigli da Leonardo, gli servono per sfamare i bambini a bordo ed il piccolo Nino che piange, perché è senza il suo cibo preferito. Al nonno del bimbo, Marco racconta la sua vicenda e l'anziano passeggero promette di aiutarlo.                                                                                                  |                   |                  |
| 20 | Pericolo 「おおあらしの夜」 - Ōarashi no yoru | 16 maggio 1976    | 5 marzo 1982     |
| 20 | Durante la navigazione verso Buenos Aires, una violenta tempesta si scatena sul vascello e grazie alla grande opera dell'equipaggio riesce a superare il momento avvicinandosi alla meta ormai vicinissima. Marco può salutare finalmente la nuova città. |                   |                  |
| 21 | Terra in vista 「ラプラタ川は銀の川」 - Rapurata-gawa wa gin no kawa | 23 maggio 1976    | 8 marzo 1982     |
| 21 | La nottata finale di Marco è scossa da un terribile incubo: la madre potrebbe essere addirittura morta e lui non tollera l'idea di una simile tragedia. Per questo passa il resto della nottata in bianco. Quando il sole è alto, la nave avvista Buenos Aires all'orizzonte. |                   |                  |
| 22 | La prima traccia 「かあさんのいる街」 - Kāsan no iru machi | 30 maggio 1976    | 9 marzo 1982     |
| 22 | L'arrivo a Buenos Aires non è dei migliori: giunto nella capitale argentina, Marco viene derubato dei soldi che porta e, come se non bastasse, l'indirizzo che ha come riferimento risulta abitato da persone diverse da quelle a lui note. Solo un'anziana donna ricorda della madre, partita di lì per cambiare lavoro. Troppo poco per sapere dove andare. |                   |                  |
| 23 | Una pietosa bugia 「もうひとりのおかあさん」 - Mō hitori no okāsan | 6 giugno 1976     | 10 marzo 1982    |
| 23 | Perso il treno per Bahia Blanca, Marco trova rifugio nel convento lì vicino, dove ha saputo che una donna di nome Anna è stata ricoverata ammalata. La donna che giace sofferente non è sua madre e, oltretutto, lo confonde per il figlioletto Marcello. Per evitarle delusioni e sofferenze, Marco le fa credere di esserlo. Suor Maria, che aveva creduto alla falsa notizia, apprezza il gesto del piccolo e, mossa a compassione, offre al bambino ospitalità. Marco si precipita all'ufficio immigrazione: lì si augura di sapere qualcos'altro.                    |                   |                  |
| 24 | Dov'è Pepe? 「待っててくれたフィオリーナ」 - Mattete kureta Fiorina | 13 giugno 1976    | 11 marzo 1982    |
| 24 | Nemmeno l'ufficio immigrazione sa dare informazioni dettagliate sulle vicende di Anna. A Marco non rimane altro da fare che affidarsi a Pepe, il burattinaio emigrato a Buenos Aires per trovare fortuna. In verità a trovare il burattinaio ci pensa Peppino, che lo vede mentre si esibisce per strada e conduce Violetta fino al giardino, dove Marco, stremato, si è addormentato. Questo incontro inaspettato ridà forza e speranza al ragazzino. |                   |                  |
| 25 | La notte dei tempi 「ペッピーノ一座大あたり」 - Peppino ichiza ōatari | 20 giugno 1976    | 12 marzo 1982    |
| 25 | Pur di non lasciare il suo amico al suo destino, Violetta e Concetta convincono Pepe a lasciare Buenos Aires per viaggiare verso Bahia Blanca, in cerca della madre. Una serata in un locale italiano risolve i temporanei problemi economici. Il carro del burattinaio parte di nuovo. |                   |                  |
| 26 | Cacciatore di anatre 「草原へ」 - Sōgen e | 27 giugno 1976    | 15 marzo 1982    |
| 26 | Lungo il percorso, il carro di Pepe si ferma per far riposare il cavallo. Proprio durante la sosta, un facoltoso cacciatore di anatre invita la comitiva alla sua fattoria, promettendo un compenso elevato in cambio di un'esibizione. Le sue attenzioni, in realtà, sono rivolte a Concetta, prima figlia del burattinaio. |                   |                  |
| 27 | Come finirà? 「フィオリーナの涙」 - Fiorina no namida | 4 luglio 1976     | 16 marzo 1982    |
| 27 | Per preparare lo spettacolo, Pepe pensa al soggetto da raccontare e, tra le vicende cui ispirarsi, gli viene in mente quella di Marco che, secondo lui, è la più adatta per far commuovere il pubblico. Marco si rende conto di essere in debito verso di lui, che ha intrapreso il viaggio verso Bahia Blanca solo per aiutarlo. Così accetta che la sua vicenda venga rappresentata. |                   |                  |
| 28 | Don Pedro 「バルボーサ大牧場」 - Barubōsa dai-bokujō | 11 luglio 1976    | 17 marzo 1982    |
| 28 | Alla tenuta di Salvatore la compagnia viene accolta in modo decisamente deludente, tanto che Pepe dubita della bontà della sua decisione. Lo spettacolo, comunque, ottiene un gran successo, ma si decide di andar via da lì per riprendere il viaggio verso la meta iniziale. Marco è desideroso di arrivare il prima possibile. |                   |                  |
| 29 | Il Gaucho solitario 「雪が降る」 - Yuki ga furu | 18 luglio 1976    | 18 marzo 1982    |
| 29 | Le zone meridionali dell'Argentina diventano fredde ed inospitali, se poi si aggiunge qualche imprevisto al carretto o qualche malanno della piccola Giulietta, allora il problema si fa grosso. Per fortuna un solitario abitante della prateria offre ospitalità ai viaggiatori. |                   |                  |
| 30 | Un invito pericoloso 「老ガウチョ カルロス」 - Rō-gaucho karurosu | 25 luglio 1976    | 19 marzo 1982    |
| 30 | L'ospitalità del buon gaucho solitario è commovente: viene riparato il carretto di Pepe e la compagnia può viaggiare verso la meta successiva: una cittadina di pochi abitanti. Qui in una trattoria italiana un losco avventore del locale di nome Ortega utilizza un trucco per coinvolgere il buon Pepe in una pericolosa sfida a due. Fortunatamente, il solito misterioso gaucho lo salva da una situazione intricata. |                   |                  |
| 31 | Pepe e il puma 「ながい夜」 - Nagai yoru | 1º agosto 1976    | 22 marzo 1982    |
| 31 | Prima di giungere a Bahia Blanca, Pepe si ferma nei pressi di una casetta diroccata, dove decide che la compagnia passerà la notte. Durante una battuta di caccia con Marco si imbatte in un feroce puma che minaccia di aggredirli. Tornati alla dimora notturna, a poco serve blindarla con la legna raccolta nei dintorni: il puma torna alla carica, ma poi, fortunatamente, se ne va. |                   |                  |
| 32 | I tre gemelli 「さようならといえたら」 - Sayōnara to ietara | 8 agosto 1976     | 23 marzo 1982    |
| 32 | Durante il viaggio verso Bahia Blanca, Pepe incrocia un carretto di simpatici italiani con ben sei gemelli, che allietano la pausa di pranzo. I numerosi viaggiatori vengono proprio dalla città argentina e augurano a Marco di trovare la madre. |                   |                  |
| 33 | Una grande delusione 「かあさんがいない」 - Kāsan ga inai | 15 agosto 1976    | 24 marzo 1982    |
| 33 | L'arrivo a Bahia Blanca segna l'inizio delle ricerche. Marco si rivolge al signor Moretti, un noto abitante del centro, che dovrebbe sapere molto del cugino del padre, Meleli. Purtroppo, però, le speranze riposte in lui si infrangono. Il signor Moretti nega di sapere qualcosa di lui e così il ragazzo vede spegnersi ogni buon proposito. |                   |                  |
| 34 | Sempre teatro 「ジェノバへ帰りたい」 - Jenoba e kaeri tai | 22 agosto 1976    | 25 marzo 1982    |
| 34 | Nello sconforto arriva una proposta dal signor Moretti che allieta Pepe: diventare la compagnia di primo piano del teatro che verrà costruito in città. Marco accoglie con ostilità la decisione di Pepe: ora, convinto dell'assenza della madre in terra argentina, suo unico desiderio è di tornare in patria. |                   |                  |
| 35 | Una buona notizia 「かあさんのなつかしい文字」 - Kāsan no natsukashii moji | 29 agosto 1976    | 26 marzo 1982    |
| 35 | Le ricerche di Marco lo conducono ad un certo Marcel, che dice di avere notizie del signor Meleli. Purtroppo il referente della famiglia Rossi è venuto meno poche settimane prima. Per confortare Marco, però, Marcel si dice certo di poter recuperare la cifra che serve per riportare a Buenos Aires il ragazzo, dove egli pensa di poter rintracciare sua madre. Qualcosa di misterioso, tuttavia, si cela dietro le frasi sibilline di Marcel. |                   |                  |
| 36 | Un uomo cattivo 「さようならバイアブランカ」 - Sayōnara baiaburanka | 5 settembre 1976  | 29 marzo 1982    |
| 36 | La verità non tarda ad arrivare: il rimorso di Marcel arriva all'estremo. Per rispondere alla sua coscienza del denaro sottratto alla madre di Marco, si deve far anticipare un mese di lavoro in miniera. Il signor Meleli, dunque, per speculare sui prestiti fatti ai suoi clienti, ha sperperato denaro non suo. Ora, lui sa che la madre di Marco non è a Buenos Aires, ma a Cordoba, ma non ha scelta. Il treno di Marco parte per la direzione sbagliata. |                   |                  |
| 37 | Troppo tardi 「はてしない旅へ」 - Hateshinai tabi e | 12 settembre 1976 | 30 marzo 1982    |
| 37 | Marco giunge fino a Buenos Aires: tutto per scoprire che la famiglia presso la quale lavorava sua madre, in realtà, è a Cordoba. Il viaggio verso la nuova meta è così lungo che un treno impiegherebbe tre giorni per arrivarci. Solo il signor Padovani può aiutare Marco. Letta la lettera di accompagnamento, anche Marco conosce la verità e si rattrista pensando al perché del lungo silenzio da parte di sua madre. |                   |                  |
| 38 | Pulizie di casa 「かあさんだってつらいのに」 - Kāsan datte tsurai noni | 19 settembre 1976 | 31 marzo 1982    |
| 38 | Il rifugio più tranquillo a Buenos Aires è la trattoria di Fosco. Quest'ultimo e sua moglie vorrebbero tenere Marco con loro, per evitargli un viaggio lungo e faticoso. Marco, però, non può restare: un battello lo porterà a Rosario; poi prenderà un treno fino a Cordoba. |                   |                  |
| 39 | Marinaio in mare 「ばら色のよあけロサリオ」 - Bara-iro no yoake rosario | 26 settembre 1976 | 1º aprile 1982   |
| 39 | I due compagni di viaggio di Marco, Mario e Giovanni si affezionano presto al ragazzo diretto a Rosario. La navigazione dura appena due giorni e Marco approda alla nuova città. Ora però deve dirigersi a Cordoba. |                   |                  |
| 40 | Non sono un mendicante 「かがやくイタリアの星一つ」 - Kagayaku Itaria no hoshi hitotsu | 3 ottobre 1976    | 2 aprile 1982    |
| 40 | Giunto finalmente a Rosario, Marco si mette alla ricerca dell'illustre conoscente del signor Padovani. Anche qui, però, lo aspetta una delusione: il signor Venitez non è in città e il suo maggiordomo lo caccia in malo modo fuori dalla sua tenuta rimpiendolo di insulti, come se fosse un mendicante. La disperazione del ragazzo trova presto consolazione. Federico, l'emigrante conosciuto sul battello, lo porta in un locale italiano, dove gli avventori racimolano il denaro necessario per il biglietto del treno che lo porterà fino a Cordoba.             |                   |                  |
| 41 | Un treno per Cordoba 「かあさんと帰れたら…」 - Kāsan to kaere tara... | 10 ottobre 1976   | 5 aprile 1982    |
| 41 | Dopo un viaggio in compagnia di una famigliola di emigranti, Marco arriva finalmente a Cordoba. Qui, però, la famiglia dove dovrebbe abitare la madre, misteriosamente non risponde. Ormai sopraggiunge la notte. |                   |                  |
| 42 | La lepre e l'armadillo 「新しい友達パブロ」 - Atarashii tomodachi Paburo | 17 ottobre 1976   | 6 aprile 1982    |
| 42 | Anche questa ricerca sembra destinata al fallimento. La famiglia che abitava quella casa si è trasferita. Così Marco è costretto a vagare in cerca di risposte. Pablo, un ragazzo affamato e aggressivo, lo maltratta, ma poi, visto il coraggio del suo rivale, lo accoglie e lo porta con sé. Marco trova una famigliola, povera, ma cordiale, dove abitare, mentre continua le ricerche. |                   |                  |
| 43 | A pesca con Pablo 「この街のどこかに」 - Kono machi no dokokani | 24 ottobre 1976   | 7 aprile 1982    |
| 43 | Per racimolare qualche soldo, Pablo cerca lavoro nei campi. Purtroppo il periodo è quello sbagliato e così cerca fortuna pescando. Marco, desideroso di avere notizie della madre si rivolge all'agenzia immobiliare che deve venderla, ma, nel frattempo, Pablo incrocia un carretto che trasporta bagagli per la famiglia Meguínez, ovvero la famiglia che sta cercando Marco. Si apre così uno spiraglio. |                   |                  |
| 44 | Il falso cugino 「フアナをたすけたい」 - Fuana o tasuketai | 31 ottobre 1976   | 8 aprile 1982    |
| 44 | La casa non è abitata dalla persona che Marco sta cercando, ma dal cugino architetto. L'uomo, che apprezza gli sforzi del piccolo viaggiatore, gli offre anche il denaro per viaggiare sino a Tucumán, dove abita il cugino. Di ritorno a casa, Pablo apprende che la sorellina è stata colta da polmonite acuta e rischia la vita. Marco deve rinunciare al denaro per il viaggio per pagare il medico che la curerà, ma Pablo, in cambio lo aiuta a salire sul treno in clandestinità.                                                                                  |                   |                  |
| 45 | Sul letto di fuoco 「はるかな北へ」 - Harukana kita e | 7 novembre 1976   | 9 aprile 1982    |
| 45 | Il viaggio da clandestino non dura molto: gli addetti al treno trovano Marco durante una seconda ricognizione e il ragazzino finisce per rimanere a piedi a una trentina di chilometri dalla meta. Per sua fortuna una carovana di viaggiatori argentini sosta proprio nel punto dove il suo viaggio si è interrotto e lo raccoglie per portarlo a Tucumán. |                   |                  |
| 46 | Il rude ragazzo 「牛車の旅」 - Gissha no tabi | 14 novembre 1976  | 12 aprile 1982   |
| 46 | Durante il viaggio, Marco si ammala per qualche giorno e i mandriani che lo portano con loro devono occuparsi della sua guarigione. Il viaggio verso la madre è ancora lungo e i rudi viaggiatori devono trovare il modo di passare il tempo: qualche schermaglia viene risolta dal capo Manuel. |                   |                  |
| 47 | La vecchia signora 「あの山の麓にかあさんが」 - Ano yama no fumoto ni kāsan ga | 21 novembre 1976  | 13 aprile 1982   |
| 47 | Dopo aver viaggiato per giorni, Marco lascia il gruppo di mandriani per arrivare a Tucumán. Con lui anche l'asinello del gruppo gli viene dato in cambio della sua buona opera. Lungo il tragitto trova il casolare di una signora, che vive lì isolata dal mondo, con un bambino. Da qui riparte, per arrivare alla piccola città di Tucumán. |                   |                  |
| 48 | Il lungo cammino 「ロバよ 死なないで」 - Roba yo shinanaide | 28 novembre 1976  | 15 aprile 1982   |
| 48 | Il viaggio verso il paesino di Tucumán si rivela più faticoso del previsto. Il cibo scarseggia e quando si trova uno stagno presso cui abbeverarsi occorre approfittarne. L'unica casa che si incontra lungo il percorso offre anche qualche pagnotta. Intanto, stremato dall'età e dalla stanchezza, Pelogrigio, asino fedele al ragazzo, si spegne lungo la strada sassosa. |                   |                  |
| 49 | La meta non è ancora raggiunta 「かあさんが呼んでいる」 - Kāsan ga yonde iru | 5 dicembre 1976   | 16 aprile 1982   |
| 49 | Perso il suo asinello, Marco deve camminare a piedi, ma la sua scarpa, usurata dal lungo cammino, si apre e, a lungo andare, deve toglierla. Ma a piedi scalzi e con il freddo che lo attanaglia la strada verso Tucumán si allunga. In città la madre soffre di un male ancora ignoto al medico e solo un miracolo può salvarla. |                   |                  |
| 50 | Quasi alla meta 「走れマルコ!」 - Hashire Maruko! | 12 dicembre 1976  | 19 aprile 1982   |
| 50 | Stremato e sotto la neve, Marco viene raccolto da un viandante a cavallo e rimesso in sesto. Lungo la strada, poi, un anziano del posto lo fa condurre a Tucumán dal nipote a bordo di un carretto. Arrivato in città, apprende che la madre è malata e lo sta attendendo. Dovrà salire un colle per arrivare alla residenza dei Meguínez. |                   |                  |
| 51 | Non è un sogno 「とうとうかあさんに」 - Tōtō kāsan ni | 19 dicembre 1976  | 20 aprile 1982   |
| 51 | Il lungo viaggio è finito. La residenza dei Meguínez ormai è visibile e Marco incrocia la carrozza del padrone di casa. La madre Anna lo crede un sogno nella sua malattia. Poi, finalmente, la tanto sperata ricongiunzione. Marco ha raggiunto la sua mamma. |                   |                  |
| 52 | Ritorno a Genova 「かあさんとジェノバへ」 - Kāsan to jenoba e | 26 dicembre 1976  | 21 aprile 1982   |
| 52 | Finita la convalescenza, la madre di Marco può riprendere la vita normale. La famiglia Meguínez, per gratitudine, regala il biglietto per Genova ad entrambi, con la promessa di tornare in Argentina. Tornando, Marco passa a salutare Pablo, i due marinai di Rosario e, naturalmente, Pepe con le figlie Concetta e Violetta. A quest'ultima Marco fa la solenne promessa di rivedersi a Genova. Arrivati a destinazione, Tonio e il padre Pietro accolgono Anna e Marco finalmente tornati in patria.                                                                 |                   |                  |

## Colonna sonora
Edizione giapponese
L'autore delle musiche originali è Kōichi Sakata.
- Sigla di apertura: Sōgen no Marco (草原のマルコ?, Sōgen no Maruko) di Kumiko Ōsugi
- Sigla di chiusura: Kaasan ohayō (かあさんおはよう?) di Kumiko Ōsugi

Sigle internazionali
- La sigla italiana è Marco, composta da Luigi Albertelli e Vince Tempera e cantata da Gli amici di Marco.
- La sigla tedesca, Ciao, Marco, ciao, è cantata dal duo Schlager bavarese Gitti & Erika.
- Nel film del 1999 è presente la canzone Carry a Dream ("Porta un sogno") della cantante scozzese Sheena Easton.

## Altri media
Da questo anime sono stati tratti due film d'animazione:
- Haha o tazunete sanzen ri (母をたずねて三千里? "Tremila miglia alla ricerca della mamma"), film di montaggio riassuntivo della serie uscito nei cinema giapponesi il 19 luglio 1980, di 107 minuti. Distribuito da Toho Towa;
- Marco: Haha o tazunete sanzen ri (Marco 母をたずねて三千里?, Maruko Haha o tazunete sanzen ri, "Marco: Tremila miglia alla ricerca della mamma"), remake della serie originale uscito il 9 aprile 1999, della durata di 98 minuti e con staff e cast diversi da quelli della serie. Distribuito da Shochiku.